# 京都府道119号稲荷停車場線
京都府道119号稲荷停車場線（きょうとふどう119ごう いなりていしゃじょうせん）は、京都府京都市伏見区を通る一般府道である。

## 概要
京都市伏見区深草稲荷御前町から京都市伏見区深草下横縄町に至る。JR西日本奈良線と京阪本線の両駅を結ぶ。

### 路線データ
- 起点：京都市伏見区深草稲荷御前町（JR西日本奈良線 稲荷駅前、京都府道201号中山稲荷線終点）
- 終点：京都市伏見区深草下横縄町（京阪本線 伏見稲荷駅前）

## 地理

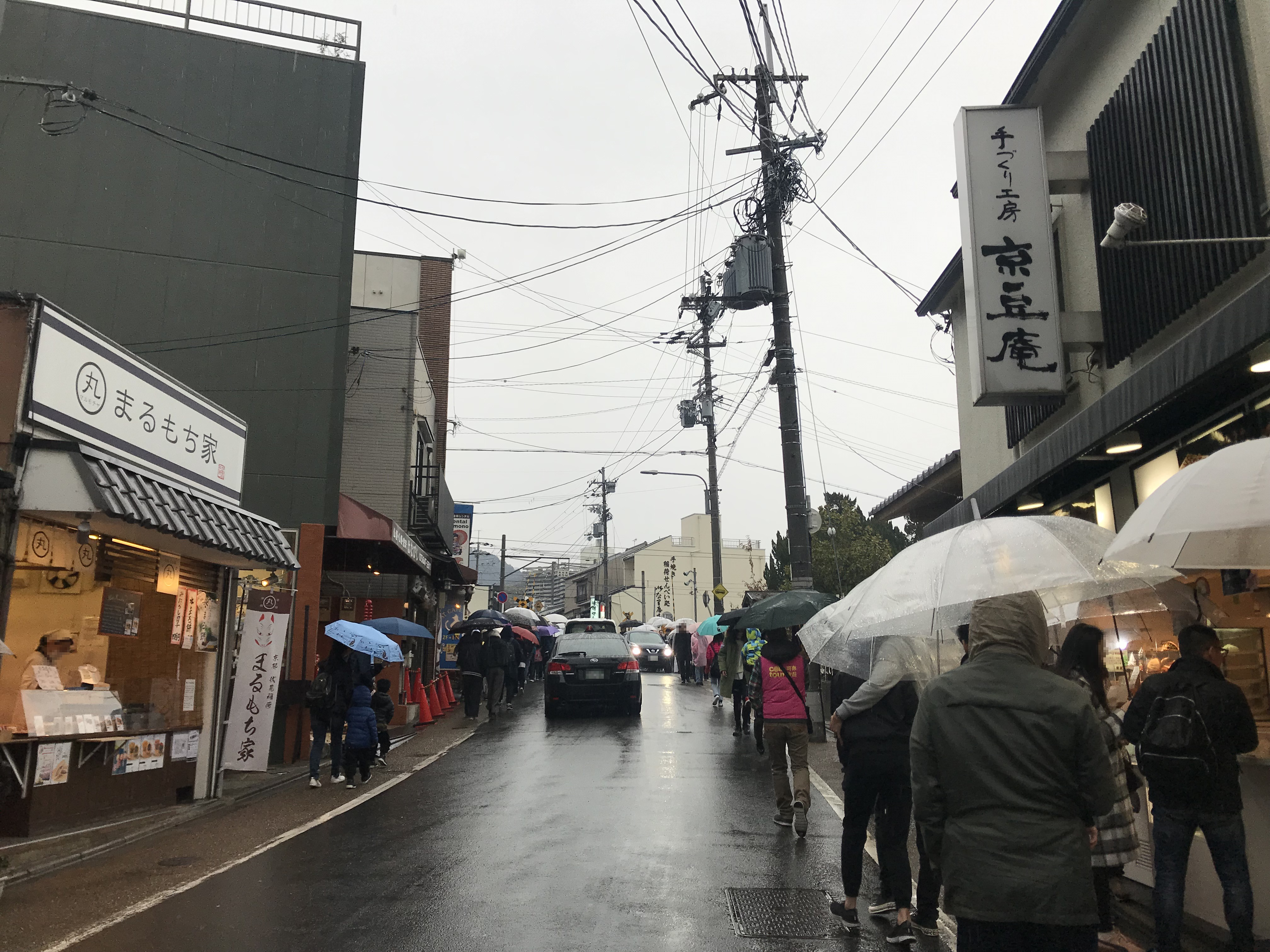
伏見稲荷駅東側の京都府道119号

### 通過する自治体
- 京都市（伏見区）

### 交差する道路
| 交差する道路                     | 交差する場所   | 交差する場所 |
| -------------------------------- | -------------- | ------------ |
| 京都府道201号中山稲荷線 / 本町通 | 深草稲荷御前町 | 起点         |

### 交差する鉄道
- 奈良線
- 京阪本線

### 沿線
- JR西日本奈良線 稲荷駅
- 伏見稲荷大社
- 京都銀行 稲荷支店
- 伏見稲荷郵便局
- 京阪本線 伏見稲荷駅